# Andrena flocculosa
Andrena flocculosa is een vliesvleugelig insect uit de familie Andrenidae. De wetenschappelijke naam van de soort is voor het eerst geldig gepubliceerd in 1972 door LaBerge & Ribble.